# Friedelina
La friedelina és un compost químic triterpè que es troba a Azima tetracantha, Orostachys japonica, i Quercus stenophylla. La friedelina també es troba a les arrels de la planta del Cannabis.